# 基斯杜化·咸頓
基斯杜化·詹姆斯·咸頓爵士，CBE、FRSL（英語：Sir Christopher James Hampton，1946年1月26日—），英國劇作家及電影編劇。最廣為人知的作品為《孽戀焚情》及《愛·誘·罪》的改編劇本。
曾兩度獲提名奧斯卡金像獎，亦於1989年和2020年分別憑《孽戀焚情》和《父親》贏得奧斯卡最佳改編劇本獎。

## 生平
大學於牛津大學新學院就讀，主修德文與法文，1968年以卓越一級榮譽（congratulatory first）畢業。

## 參註
1. ↑  Coveney, Michael. . The Guardian. 2006-03-04  [2008-08-09]. （原始内容存档于2009-04-19）.

## 外部連結
- Christopher Hampton在互联网电影资料库（IMDb）上的資料（英文）
- Christopher Hampton 在英國電影協會的Screenonline